# 多伦韦尔堡
多伦韦尔堡（荷蘭語：Kasteel Doorwerth）是靠近荷蘭阿纳姆，位于莱茵河畔的一座城堡。城堡中有已保存四个世纪的警卫室、教练房和马厩。现在还有人在打理城堡外部的菜园和花园，并还在供应目前日常所需的蔬菜和花卉。最原始的城堡记录出现于1260年，记录提出最开始城堡是木质结构，在1260年遭到烧毁，在重建过程中重新使用砖石结构建造。在1280年城堡再一次遭到毁坏，这次城堡外墙被烧毁。城堡现归属于Geldersch Landschap & Kasteelen组织，由此组织进行城堡的统一修缮和维护。

## 历史
在14世纪期间，城堡不断扩大。多伦韦尔堡原本是Van Dorenweerd家族的财产。在1402年Robert van Dorenweerd将城堡献给了格雷尔伯爵，Reinald IV。
多伦韦尔堡在16世纪中叶之后最为辉煌，当时的城堡主人把城堡和城墙附近的建筑物结合成了一个整体，并调整了它们的空间和舒适度。到1560年多伦韦尔堡几乎达到了如今的状态。在1637年左右，城堡外墙被重建，并围绕城堡建立了一条堤防，以保护它免受萊茵河洪水困扰。
在第二次世界大战期间，城堡遭受了巨大的损害，城堡不得不进行再次修复，这些修复从1940年持续到20世纪80年代初。如今，城堡作为一个博物馆，由Gelderland基金会负责。城堡的内部已经恢复到了其在18世纪的状态。有电视节目曾调查多伦韦尔堡，试图在城堡内发现超自然的灵异事件。

## 外部連結
- 多伦韦尔堡相關信息